# Marcus Reuter
Marcus Reuter (* 19. Oktober 1966 in Gießen) ist ein deutscher Provinzialrömischer Archäologe und Leiter des Rheinischen Landesmuseums Trier.

## Leben
Marcus Reuter studierte an der Universität Freiburg und wurde  1996 bei Hans Ulrich Nuber mit dem Thema Studien zu den Numeri des römischen Heeres in der mittleren Kaiserzeit promoviert. Nach einer Tätigkeit im Innendienst des Landesamtes für Denkmalpflege Baden-Württemberg leitete er 2000/01 wissenschaftliche Ausgrabungen für den Hanauer Geschichtsverein 1844. Hier gelang es ihm durch die Entdeckung zweier römischer Kleinkastelle bei Hanau-Mittelbuchen, eine frühere Linie des Wetterau-Limes in spätflavischer Zeit nachzuweisen.
Anschließend erhielt er ein Forschungsstipendium der Deutschen Forschungsgemeinschaft (Das obergermanisch-raetische Limesgebiet vom Regierungsantritt des Philippus Arabs bis zum Ende der Tetrarchie 244–305 n.Chr.) an der Universität Freiburg. Von 2003 bis 2005 war er als wissenschaftlicher Referent der Großen Landesausstellung Baden-Württemberg „Imperium Romanum. Roms Provinzen an Neckar, Rhein und Donau“ in Stuttgart tätig. Seit April 2005 war Reuter wissenschaftlicher Referent im LVR-RömerMuseum Xanten, seit Juli 2010 kommissarischer, seit Juli 2011 dessen etatmäßiger Leiter als Nachfolger von Hans-Joachim Schalles. Zum 1. Juli 2012 wurde er Direktor des Rheinischen Landesmuseums Trier.

## Schriften (Auswahl)
- Studien zu den numeri des römischen Heeres in der mittleren Kaiserzeit. In: Bericht der Römisch-Germanischen Kommission, Band 80, 1999, S. 359–569 (= Dissertation).
- Die römisch-frühvölkerwanderungszeitliche Siedlung von Wurmlingen, Kreis Tuttlingen. Theiss, Stuttgart 2003.
- mit Markus Scholz: Geritzt und entziffert. Schriftzeugnisse der römischen Informationsgesellschaft / Limesmuseum Aalen, Zweigmuseum des Archäologischen Landesmuseums Baden-Württemberg. Theiss, Stuttgart 2004, ISBN 3-8062-1924-9.
- mit Markus Scholz: Alles geritzt. Botschaften aus der Antike. Archäologische Staatssammlung München, 2005, veränderte und erweiterte Neufassung des Begleitbandes zur Ausstellung „Geritzt und entziffert. Schriftzeugnisse der Römischen Informationsgesellschaft“ im Limesmuseum Aalen, Zweigmuseum des Archäologischen Landesmuseums Baden-Württemberg, ISBN 3-927806-34-X.
- Legio XXX Ulpia victrix. Ihre Geschichte, ihre Soldaten, ihre Denkmäler (= Xantener Berichte. Band 23). Philipp von Zabern, Mainz 2012, ISBN 978-3-8053-4586-6.
- mit Andreas Thiel: Der Limes. Auf den Spuren der Römer. Konrad Theiss, Stuttgart 2015, ISBN 978-3-8062-2760-4.
- mit Romina Schiavone (Hrsg.): Gefährliches Pflaster. Kriminalität im römischen Reich. (= Xantener Berichte. Band 21). Philipp von Zabern, Darmstadt 2011, ISBN 978-3-8053-4393-0.